# Manfred Lang
Manfred Lang (* 1964 in Treysa) ist ein evangelischer Theologe und Neutestamentler.

## Leben
Er studierte evangelische Theologie in Oberursel (1985–1987), Heidelberg (1987–1988) und Erlangen (1988–1992). Von Dezember 1992 bis Oktober 1997 war er wissenschaftlicher Mitarbeiter am Institut für Bibelwissenschaften (Seminar für Neues Testament) der Theologischen Fakultät der Universität Halle-Wittenberg. Seit Oktober 1997 ist er wissenschaftlicher Mitarbeiter am Institut für Bibelwissenschaften (Abteilung Corpus Hellenisticum). Nach der Promotion im Juli 1997  an der Martin-Luther-Universität Halle–Wittenberg, dem Vikariat Mai 1998 bis Juni 2000 in der Ev. Kirchengemeinde Halle-Neustadt mit Zweitem Theologischen Examen und der Habilitation am 15. Mai 2007 hielt er am 19. Januar 2010 die Antrittsvorlesung. Im Februar 2014 erfolgte die Ernennung zum außerplanmäßigen Professor.

## Publikationen (Auswahl)
- Johannes und die Synoptiker. Eine redaktionsgeschichtliche Analyse von Joh 18–20 vor dem markinischen und lukanischen Hintergrund, FRLANT 182, Göttingen 1999.
- mit Michael Labahn (Hgg.): Lebendige Hoffnung – ewiger Tod?! Jenseitsvorstellungen in Hellenismus, Judentum und Christentum, ABG 24, Leipzig 2007.
- Die Kunst des christlichen Lebens. Rezeptionsästhetische Studien zum lukanischen Paulusbild, ABG 29, Leipzig 2008.
- (Hrsg.): Worte und Bilder. Beiträge zur Theologie, christlichen Archäologie und kirchlichen Kunst. Zum Gedenken an Andrea Zimmermann, Theologie, Kultur, Hermeneutik 13, Leipzig 2011.
- (Hrsg.), Paulus und Paulusbilder. Konstruktion, Reflexion, Transformation, ABG 31, Leipzig 2013.
- mit Joseph Verheyden: Goldene Anfänge und Aufbrüche. Johann Jakob Wettstein und die Apostelgeschichte, ABG 57, Leipzig 2016.